# 波羅五號
《波羅五號》，是1977年6月4日到1978年3月25日在日本朝日電視台播出，東映製作的機器人動畫，實際製作由日本SUNRISE（現為：万代南梦宫影像制作）擔任，全40集。1978年11月5日，香港麗的電視曾以《太空五虎將》譯名播出粵語配音版本。
本作與另兩部亦為長濱忠夫執導的以及合稱「長濱巨大機械人三部曲」。在首播結束後經過數年的1980年代，雖然一度曾經傳出本片將推出電影版的消息，但最後則告無疾而終。

## 故事大綱
在以頭上有無長角來決定階級的波亞桑（Voisin，原為法文「鄰人」之意）星，皇帝胞弟的長子拉・格爾因頭上無角失去繼承權並被貶為勞奴，之後趁亂逃出母星，被地球的女科學家剛光代所救，之後與她結婚並化名剛健太郎，育有三子，與濱口博士跟岡防衛長官共同建造了巨大機械人「波羅五號」（＝Voltes V）跟基地「巨鷹堡」（＝Big Falcon）。
另一方面，拉・格爾之子海尼爾，為了表示對皇帝的忠誠，開始率領獸士侵略地球。波羅五號跟波亞桑獸士之間壯烈的死鬥開始了。

## 登場人物與配音

### 波羅五號團隊
剛健一（配音：白石幸長（日）、梁政平（港））
本故事的主角，波羅五號與波羅機組1號機「波羅巡航機」的駕駛員。為剛健太郎在地球之長子。
其他譯名：阿健（港）
峰一平（配音：曾我部和行（日）、盧傑群（港））
波羅機組2號機「波羅轟炸機」的駕駛員，濱口博士的孫兒（亡母為濱口博士的女兒）。
剛大次郎（配音：玄田哲章（日）、陳永信（港））
波羅機組3號機「波羅戰車」的駕駛員，為剛健太郎在地球之次子。
其他譯名：次郎（港）
剛日吉（配音：小原乃梨子（日）、余秀明（港））
波羅機組4號機「波羅巡防艦」的駕駛員，為剛健太郎在地球之末子。
其他譯名：小吉（港）
岡惠美（配音：上田美由紀（日）、蔡惠萍（港））
岡防衛長官的女兒，甲賀流忍術第十八代傳人，波羅機組5號機「波羅登陸車」的駕駛員，波羅五號機組中的唯一女性。在隊員發生爭執時，都是由她設法處理或直接制止。
剛健太郎（配音：二瓶秀雄、水島裕（青年時代）（日）、程輝（港））
剛家三兄弟的父親，本名拉·格爾（ラ・ゴール），原本是波亞桑星的正統皇位繼承人，但因出生時頭上沒有代表波亞桑星貴族的角，而在繼任皇帝當天被揭穿遭逐出，之後逃到地球，並與光代結婚。
其他譯名：剛大海（港）
剛光代（配音：近藤高子（日））
剛家三兄弟的母親，健太郎之妻。在與健太郎結婚時早已得知其真實身分。第二集中以操縱戰鬥機特攻方式救子身亡。
濱口博士（配音：加藤精三（日））
巨鷹堡的初期領導人，為岡長官、剛光代博士、左近寺博士等人的恩師，也是一平的祖父。
岡防衛長官（配音：增岡弘（日））
左近寺公三（配音：大木民夫（日）、黃志成（港））
濱口博士死後，正式就任的巨鷹堡第二代司令官（實際上濱口博士在生前，就曾經請他擔任司令官）。於第16集起登場，並在第17集對波羅五號組員實施斯巴達式訓練。與岡長官、剛光代博士為同學，為濱口博士的學生，亦為宇宙工學權威。
其他譯名：左川博士（港）

### 波亞桑星人
海尼爾王子（Prince Heinel，配音：市川治（日）、楊捷康（港））
波亞桑星的王子，下屬對其敬稱為「殿下」。曾多次向健一等人挑戰，其真實身分為剛健太郎在波亞桑星所生的長子，也是健一的異母兄長。但健太郎並不知情，海尼爾也對父親之事絲毫不知。在劇末的兄弟對決中才得知自己的身世，之後在烈焰中生死不明。
其他譯名：布力斯（港）
皇帝茲·贊伯吉爾（配音：寺島幹夫、内海賢二（第27集）（日）、周永光（港））
其他譯名：布巴西（港）
德·茲爾（配音：增岡弘（日））
路易·強賈爾（配音：飯塚昭三（日））
李·凱薩琳（配音：小原乃梨子（日）、余秀明（港））
海尼爾王子的副官，負責開發新武器及獸士的工作。母親原為海尼爾王子的乳娘，因此自幼就與王子相識，一直暗戀著他。最終並為了搭救海尼爾而中槍身亡。
設定上的全名則為李‧凱薩琳‧德‧法洛亞（リー・カザリーン・ド・ファロア）。
其他譯名：李琳（港）
德·貝爾干（配音：內海賢二（日））
格魯魯將軍（配音：塩見龍介（日））
丹凱將軍（配音：加藤正之（第18集）、勝田久（第27集之後）（日））
德伊爾將軍（配音：加藤精三（日））
羅莎莉亞（配音：橫澤啟子（日））
拉・格爾（剛健太郎）的第一任妻子，亦為海尼爾的生母。即使知道丈夫並沒有角，卻仍然深愛著他。但在皇位繼承時因贊伯吉爾的陰謀操弄，在拉・格爾遭流放之際被迫仳離，並遣送回到鄉間（可能為其娘家）。此時她已經懷有身孕，且因難產之故在生下孩子（海尼爾）之後死去。為了當作海尼爾身分的證明，她將拉・格爾曾送給自己的短劍（劍柄刻有白鴿徽紋），透過父母親交給海尼爾。而這柄短劍也成為完結篇故事中的重要象徵信物。
守護神戈德爾（配音：長濱忠夫（日、字幕未列名）、戴偉光（港））

### 其他配音
- 劇中旁白（配音：槙木大輔（日）、黃子敬（港））
- 各集標題旁白（配音：曾我部和行（日））
- 下集預告旁白（配音：市川治（日））

## 製作群
- 企划：碓氷夕烧、饭島敬
- 原作：八手三郎
- 連載：てれびくん、小学館の学習雑誌、テレビランド
- 音樂：筒井広志
- 企划協力：Y&K
- 人物設定：聖悠紀
- 機械設定：メカマン、スタジオぬえ
- 動畫用人物設定：佐々門信芳、金山明博
- 総監督：長濱忠夫
- 編劇：田口章一、五武冬史、辻真先、桜井正明、塚本裕美子
- 分鏡：富野喜幸（現：由悠季）、高橋資祐、寺田和男、樋口雅一、柳弘通、横山裕一郎（神田武幸）、磯浜太郎、山崎和男
- 作畫監督：金山明博、高橋資祐、塩山紀生、坂本三郎、佐々門信芳
- 美術監督：宮野隆
- 片頭原畫：金田伊功（字幕未列名）
- 原畫：佐々門信芳、山田政紀、藤岡辰也、塩山紀生、小倉貞雄、大原和男、谷口守泰、村中博美、外記康義、大曽根真知子、宮崎絹江、高橋資祐、謝目生郎、中井宏徳、林恵子、坂本三郎、加藤誠一、中村誠、桜井芳久、藤原万秀、富沢和雄、貞光紳也、金海由美子、柏田智子、青山純子、大野文子、清原則子、高田智子、山崎和男、謝明揚一、矢島千恵、村上勉
- 動畫檢查：上梨一也
- 背景：池田繁美、林裕美子、内田健彦、海老沢登代、天水勝、古谷美子
- 機械擔當設計：スタジオぬえ
- 色指定：若尾博司、長谷川洋、本田弘子
- 上色：シャフト 、ディーン
- 特殊効果：土井通明、田崎正美
- 標準字設計：多々良正春
- 音響演出：長濱忠夫、河村常平
- 效果：佐藤一俊
- 調整：飯塚秀保
- 錄音：東北新社
- 剪輯：井上和夫
- 攝影：旭プロダクション
- 沖片：東京現像所
- 設定助手：加瀬充子
- 作畫製作：八幡正
- 製作進行：善名良行、中川宏徳、楯上守、神田豊、青木健、吉井孝幸
- 製作担當：岩崎正美、野崎欣宏
- 演出：富野喜幸、横山裕一郎、寺田和男、高橋資祐、山崎和男、上原一夫、原田益次、四辻たかお
- 製作協力：東北新社・日本サンライズ
- 製作：テレビ朝日、東映、東映エージエンシー

## 主題歌
- 片頭曲：（波羅五號之歌）

演唱：堀江美都子、蟋蟀'73、哥倫比亞搖籠會　作詞：八手三郎　作曲：小林亜星　編曲：高田弘
- 片尾曲：（追尋父親）

演唱：水木一郎、蟋蟀'73　作詞：（長濱忠夫）　作曲：小林亜星　編曲：高田弘

## 各集列表
| 集數 | 標題 |
| ---- | ---- |
| 1    |      |
| 2    |      |
| 3    |      |
| 4    |      |
| 5    |      |
| 6    |      |
| 7    |      |
| 8    |      |
| 9    |      |
| 10   |      |
| 11   |      |
| 12   |      |
| 13   |      |
| 14   |      |
| 15   |      |
| 16   |      |
| 17   |      |
| 18   |      |
| 19   |      |
| 20   |      |
| 21   |      |
| 22   |      |
| 23   |      |
| 24   |      |
| 25   |      |
| 26   |      |
| 27   |      |
| 28   |      |
| 29   |      |
| 30   |      |
| 31   |      |
| 32   |      |
| 33   |      |
| 34   |      |
| 35   |      |
| 36   |      |
| 37   |      |
| 38   |      |
| 39   |      |
| 40   |      |

## 漫畫版
- 《よいこ》1977年（馬場秀夫）
- 《小二年生》1977年10月號～1978年3月號（坂丘のぼる）
- 《てれびくん》1977年～1978年（細井雄二→森あおい）
- 《テレビランド》1977年6月號～1978年3月號（坂丘のぼる）

## 海外相關情況

### 台灣
台灣雖然並未播映本片，但因無版權時期由台南「大山書店」於1978年所出版的書籍《波羅5號 地球保衛戰》（劉萬來譯，原書為德間書店1977年所出版的）中，將「波羅五號」此一名稱定名影響至今。同時期台灣亦另有《波羅‧V5號》（兒童著色本）、《霹靂神劍大金剛》、《鐵勇士‧神鷹旋風號》（將漫畫版臨摹改繪）、《超電磁機器人 天公劍》（漫畫版單行本）等譯名。近年台灣在玩具市場上，以至《超級機器人大戰》系列的台灣媒體譯名，則開始使用《雷霆五號》。

### 香港
香港麗的電視播出時雖然以《太空五虎將》為譯名，但《V型電磁俠》此一名稱則更廣為流傳。《超級機器人大戰》系列作於作品在地化時，將本作的港譯名稱變成原屬台譯的《波羅五號》。

### 中國大陸
中國大陸由於同樣未有正式授權播出動畫，因此流傳譯名眾多。在首次引入簡體中文的《超級機器人大戰》系列作《超級機器人大戰30》中，則將本作譯為《超电磁机器人 雷霆V》。

### 菲律賓
在菲律賓，以英文譯名《Voltes V》稱呼的本作播映時極受歡迎。《波羅五號》在1978年於菲律賓國營電視台播出時，在學童之間引發盛大的流行熱潮，曾創下最高收視率58%的驚人紀錄；然而，菲律賓民間與教育界也對本作所出現的暴力情節嚴厲撻伐，加上二戰日軍在菲暴行所留下的反日情緒，也產生了對本作的抵制。1978年8月，時任菲律賓独裁總統斐迪南·馬可仕在本作播映至第36集時下令停播，由於當時劇情正巧進入波亞桑星平民揭竿起義抵抗暴政的最後高潮，因此「馬可仕恐懼本作鼓吹的革命，會動搖自己的獨裁統治」的傳說也開始應運而生，以至於在該國1986年推翻馬可仕的群眾運動中，「為了看到《波羅五號》的結局，必須推翻馬可仕」也成為當時的口號之一。
菲律賓民主化後，由於仍持續地受到反日抵制與衛道人士抗議，包含1978年未播映4集在內的完整版，一直延至1999年才得以重新播出，不過依然大受歡迎，最高收視率超過40%，日文原版主題曲更因此跨越語言藩籬，成為菲律賓人朗朗上口的歌曲。甚至在原唱者堀江美都子訪菲時，還受到近乎國賓級待遇的隆重歡迎。

## 翻拍真人版影集
2020年1月，由菲律賓的影視製作公司「Telesuccess Productions」取得東映授權拍攝的真人版電視影集《波羅五號Legacy》（Voltes V: Legacy）正式發表，雖然後來一度因COVID-19疫情影響拍攝進度，但最終仍順利完成，並在2023年5月8日至9月5日期間，於菲律賓的GMA電視網首播（以每週一至週五帶狀方式播出），全90集。在原創國日本，則以剪輯濃縮成20集並以日語配音方式播出。
影集版片頭主題曲由菲律賓女歌手茱莉·安·聖荷西（Julie Anne San Jose）直接翻唱原作動畫的日語版本（但在第1集則置於片尾），至於原作片尾曲，在影集版片尾中最初以演奏曲方式使用，但亦另有本片演員之一麥特·羅桑諾（Matt Lozano）所錄製的翻唱版（仍為原版日語歌詞），並自第36集起開始於片尾使用。
影集開播前的2023年4月19日，並於菲律賓先行上映以影集版前17集內容濃縮剪輯而成的電影版。此電影版並於2024年10月18日於原創國日本上映，但這個以「超電磁剪輯版」名義推出的日本上映版，除了以原音（他加祿語+英語）與日語配音兩種版本同時上映，且增加了菲律賓上映版本所沒有的新畫面與重新剪輯，並提升CG特效畫面品質。但「超電磁剪輯版」的片長，則比菲律賓上映版本稍短（菲律賓版片長為107分鐘，日本上映版片長則為97分鐘）。
在台灣，「超電磁剪輯版」以《波羅五號：超電磁新紀元》為名，分別在2025年4月13日與4月17日於「金馬奇幻影展」中，以原音版本上映，並於2025年6月13日正式商業公映（含原音與日語配音版本）。

## 關連項目
- 超電磁大戰

## 註解
1. ↑  角色名「海尼爾」的由來，亦出自於英語「殿下」（your highness）。
2. ↑  原定播映集數為80集，但因本劇播出後廣受好評，而在播映至第60集的時間點決定多追加延長10集。
3. ↑  . 台北金馬影展.   [2025-04-26] （中文）.

## 外部連結
- 東映發行原作動畫BD版本的官方網頁 （页面存档备份，存于）
- 東映發行菲律賓真人版BD版本的官方網頁
- 台灣2025金馬奇幻影展官網的真人電影版簡介
- 《波羅五號：超電磁新紀元》台灣正式商業上映資訊簡介 （页面存档备份，存于）